# Word 26 (Quedlinburg)

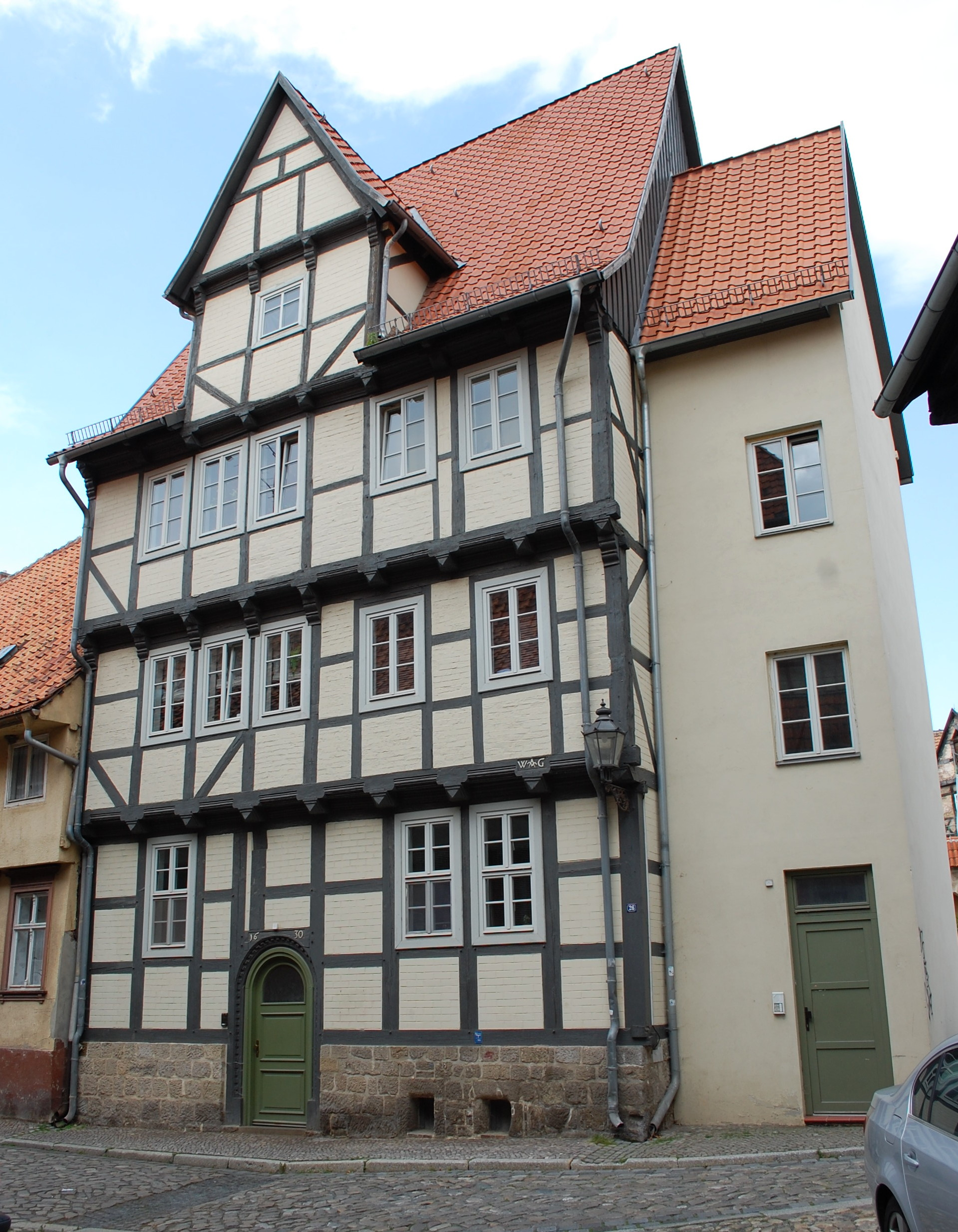
Word 26

Das Haus Word 26 ist ein denkmalgeschütztes Gebäude in der Stadt Quedlinburg in Sachsen-Anhalt.

## Lage
Das Gebäude befindet sich im südlichen Teil der historischen Quedlinburger Altstadt. Südlich grenzt das gleichfalls denkmalgeschützte Haus Word 25 an. Das Haus ist im Quedlinburger Denkmalverzeichnis als Kaufmannshaus eingetragen und gehört zum UNESCO-Weltkulturerbe.

## Architektur und Geschichte
Das dreigeschossige Fachwerkhaus entstand nach einer am Gebäude befindlichen Datierung im Jahr 1630 durch den Baumeister Wulf Goetze. Sein Signum WG findet sich mit einem Wappen an der Stockschwelle. Die Inschrift ist, wie bei frühen Inschriften in Quedlinburg üblich, erhaben aus dem Holz herausgearbeitet. Markant ist der straßenseitige Zwerchgiebel. Die Fassade ist mit stilisierten Schiffskehlen, profilierten Knaggen und Pyramidenbalkenköpfen verziert. Das Haus ist das erste an dem die Zierform des Pyramidenbalkenkopfs in Quedlinburg auftritt. In das Erdgeschoss ist ein Zwischengeschoss eingefügt. In späterer Zeit wurde im rechten Gebäudeteil die bis dahin gleichmäßige Ständerreihung verändert.
Das Portal stammt aus der Zeit der Spätrenaissance und wurde um 1990 weitgehend erneuert.
Eine umfangreiche Sanierung des Gebäudes erfolgte Ende des 20./Anfang des 21. Jahrhunderts.